# Caririaçu (microregio)
Caririaçu is een van de 33 microregio's van de Braziliaanse deelstaat Ceará. Zij ligt in de mesoregio Sul Cearense en grenst aan de mesoregio Centro-Sul Cearense in het noorden en de microregio's Barro in het oosten, Cariri in het zuiden en Chapada do Araripe in het westen. De microregio heeft een oppervlakte van ca. 1301 km². Midden 2004 werd het inwoneraantal geschat op 61.410.
Vier gemeenten behoren tot deze microregio:
- Altaneira
- Caririaçu
- Farias Brito
- Granjeiro

Mesoregio's: Centro-Sul Cearense · Jaguaribe · Metropolitana de Fortaleza · Noroeste Cearense · Norte Cearense · Sertões Cearenses · Sul Cearense

Microregio's: Baixo Curu · Baixo Jaguaribe · Barro · Baturité · Brejo Santo · Canindé · Cariri · Caririaçu · Cascavel · Chapada do Araripe · Chorozinho · Coreaú · Fortaleza · Ibiapaba · Iguatu · Ipu · Itapipoca · Lavras da Mangabeira · Litoral de Aracati · Litoral de Camocim e Acaraú · Médio Curu · Médio Jaguaribe · Meruoca · Pacajus · Santa Quitéria · Serra do Pereiro · Sertão de Crateús · Sertão de Inhamuns · Sertão de Quixeramobim · Sertão de Senador Pompeu · Sobral · Uruburetama · Várzea Alegre